# OLHO - Coletivo de Artes Performativas
O Coletivo de Artes Performativas OLHO, também designado como Grupo de Teatro OLHO ou simplesmente OLHO, foi uma companhia de Teatro experimental portuguesa, criada em Almada no ano de 1991, mantendo-se em atividade até 2003, é conhecida pela sua abordagem experimental e inovadora nas artes performativas. Fundado por artistas como João Garcia Miguel e Eric Costa, entre outros. O grupo destaca-se pela exploração de temas contemporâneos e pela combinação de diversas linguagens artísticas, incluindo teatro físico, instalação, performance, e artes visuais.
OLHO é reconhecido pela criação de espetáculos que desafiam convenções tradicionais de teatro, promovendo um diálogo direto com o público através de uma estética provocadora e não convencional. Entre as suas produções mais notáveis, destacam-se "Destaca El – Levando-os aos Ombros em Passo de Marcha Sincopada ao Quarto Tempo," que recebeu uma Menção Honrosa no Prémio ACARTE/Maria Madalena de Azeredo Perdigão, da Fundação Calouste Gulbenkian, e "Guerreiro," que teve cenografia, figurinos e bandas sonoras originais premiadas no Concurso Teatro na Década, promovido pelo Clube Português de Artes e Ideias.
Além das suas produções, OLHO também esteve envolvido na organização do Festival X, um evento que promoveu a inovação artística e a colaboração entre diferentes disciplinas. A companhia, teve um papel importante no panorama cultural português, ajudando a expandir as fronteiras do teatro contemporâneo através de um compromisso com a experimentação e a busca de novas formas de expressão artística, que marcaram profundamente toda uma comunidade de artistas que são hoje referência em Portugal.
1. ↑  https://www.cm-almada.pt/olho-uma-pancada-nos-olhos-faz-ver
2. ↑  https://ericdacosta.wordpress.com/project-tag/olho-associacao-teatral/
3. ↑  https://www.dgartes.gov.pt/pt/evento/7463
4. ↑  https://ericdacosta.wordpress.com/portfolio/guerreiro/
5. ↑  https://festival.ctalmada.pt/fa-1995/
6. ↑  https://observador.pt/2024/07/05/exposicao-convida-a-uma-viagem-ao-coletivo-artistico-olho-atraves-do-seu-arquivo/